# Radek Suchomel
Radek Suchomel (23. června 1976, Čechyně – 9. srpna 2008, Čechyně) byl český kulturista, vítěz mnoha kulturistických soutěží.

## Život
Radek Suchomel se na české kulturistické scéně poprvé objevil v 90. letech 20. století, kdy začal obsazovat přední místa mezi jihomoravským kulturistickým dorostem. V roce 1994 a 1995 vyhrál mistrovství republiky do 65 kg. V roce 1998 vyhrál mistrovství republiky do 75 kg. V roce 2000 vyhrál mistrovství do 80 kg a ve stejné váhové kategorii skončil druhý na mistrovství světa. Poté se věnoval podnikání v oblasti fitness.
Lidé, kteří ho osobně znali, jej považovali za přátelského pohodáře a cílevědomého dříče s ambicemi, který se snažil, aby udržel své posilovny v chodu. Zbyněk Janoud, předseda Svazu kulturistiky a fitness České republiky, ho popisuje jako vstřícného slušného a talentovaného závodníka. Prohlásil také, že měl velkou podporu ve své matce, která nechyběla na žádné soutěži a všechny úspěchy se synem hodně prožívala.

## Smrt
Radek Suchomel zemřel 9. srpna 2008 v rodinném domku v Čechyni. Spolu s ním zemřeli i jeho rodiče. Podle výsledků pitvy a předběžného závěru kriminalistů střílel z legálně držené pistole Suchomelův otec, který nejprve zastřelil svoji manželku, poté syna a nakonec sám sebe. Za tragédií podle všeho stojí finanční problémy – matka byla podezřelá z mnohamilionové zpronevěry, její syn přišel o fitness centrum a musel zastavit dům.
Radek Suchomel byl rozvedený a zanechal po sobě dvě děti (syn Radek, dcera Barbora).